# 膠囊酒店

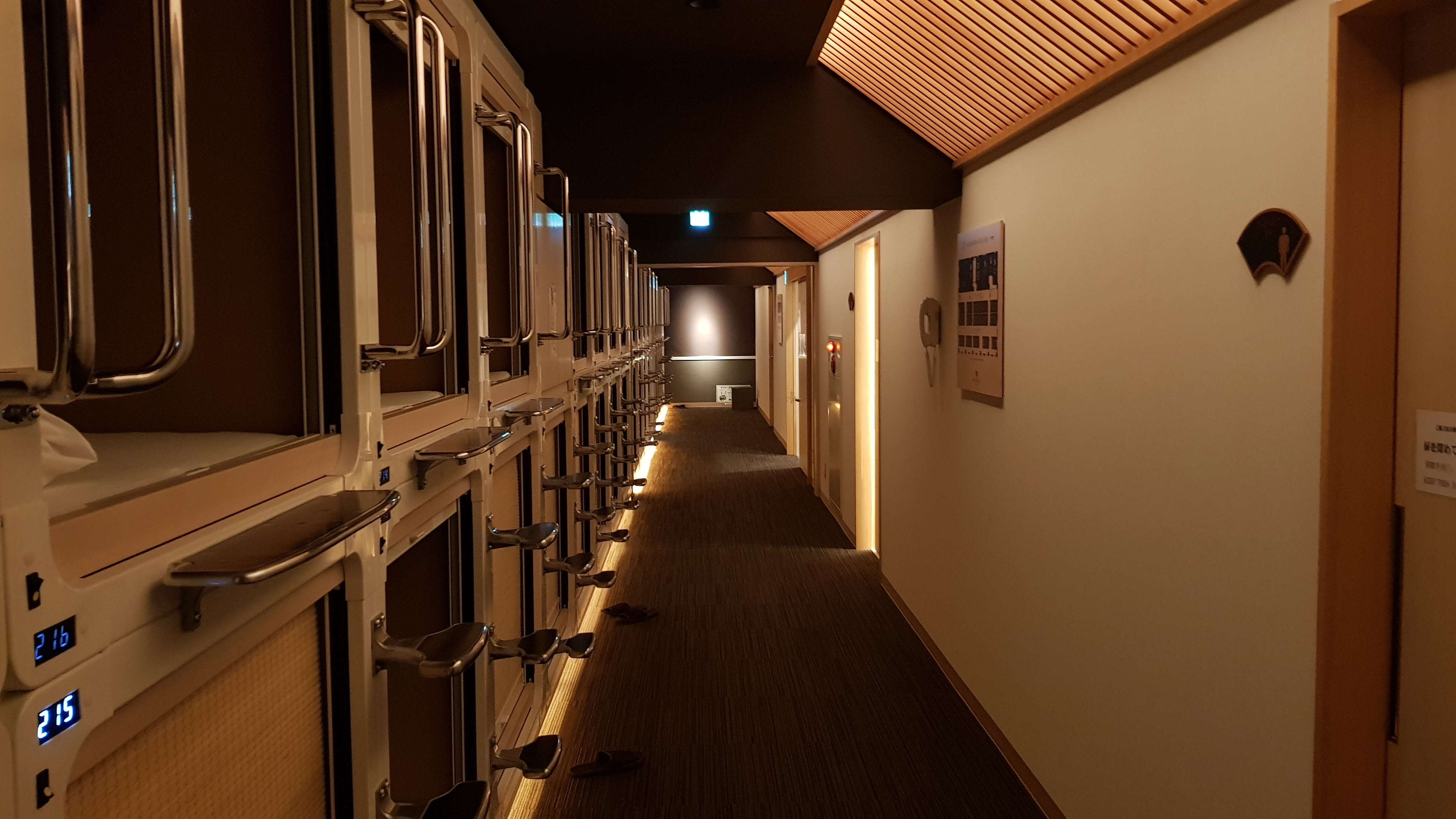
膠囊旅館，雖居住於通鋪但不共用床架臥室，而是每人一個單位

膠囊旅館（日语： Kapuseru hoteru */?）是一種極高密度的酒店住宿設施，起源於日本。膠囊旅館的特色是提供大量的「小客房」（膠囊），旨在提供不需要傳統酒店的服務、只需要一個晚上過夜的空間的旅客。在中国大陆常被称为太空舱旅馆。
它的優點就是在密度高的城市中發揮到它的作用，例如人口稠密的地方，達到最大實用的居住人數，而且可以較為經濟的價錢供顧客們入住。

## 介紹
房客可使用的空間局限於一個由塑膠或玻璃纖維製成的狹小空間（約2*1*1.25公尺大小），幾乎只足夠睡眠。這些客房多半會以兩層為單位堆疊排列，附有樓梯供上層的房客使用，由於景象特殊，不少人將之與停屍間做比較。
相對於宿舍，房內個人一個設備，通常設有電視、Wifi等基礎設備，行李需要存放在離單元較遠的儲物櫃中。在住房的入口處設有窗簾或是玻璃門板等以維持的私隱，但聲音則難以完全隔絕，洗手間及淋浴設施還是需要共用。有些膠囊旅館內亦設有餐廳，或自動售賣機、泳池等休閒娛樂設施。而膠囊旅館的規模從50間房的到700間房的應有盡有，不過房客多半都是男性，因此，也有些旅館分設男女成兩個不同的區塊。
膠囊酒店的最大優點是方便及價格相宜，一般每人每晚租金約2,000至5,000日圓。由於日本都市的房價較昂貴，不少定居於郊區的上班族，因加班或應酬而趕不上末班列車時，常以膠囊旅館做為淋浴及睡眠的地方，有些膠囊旅館因此還販賣襯衫及襪子供替換。而在2010年左右，日本經濟衰退時，位於東京的新宿510膠囊旅館中，甚至有30%的住客是失業或是半失業的。
也由於膠囊旅館是日本特有的城市景觀，住宿成本可以壓得跟青旅（甚至不需要青旅特有公共空間）還低，包廂式使得隱私性更好，隨時可以入住，交通又便利，亦吸引不少外國自助旅行者為體驗而進住，使得膠囊旅館逐漸國際化。（日本以外有類似的旅館型態「pod hotels」，不過住宿空間較大，多半也有提供私人衛浴。）

## 歷史
第一家膠囊酒店是位於大阪的Capsule Inn大阪。由日本建築師黑川紀章設計，位於大阪市梅田區，於1979年2月1日開始營業，當時的租金為每晚1,600日圓。。
而在2012年，中國第一家膠囊旅館在陝西省西安市成立。
2020年因全球爆發COVID-19疫情，膠囊旅館也受疫情影響導致住宿率下降甚至暫停營業，日本有業者將膠囊旅館改裝，拆除上舖的床板及下鋪的電視機，放入辦公桌椅，改造成私人辦公空間。
在2019年，加拿大第一家膠囊旅館在溫哥華列治文(Richmond)巿中心成立，為機組人員及背包旅客提供休憩地方。
受疫情影響2020-2021年間曾一度停業，2021年6月16日重新營業。

## 圖片

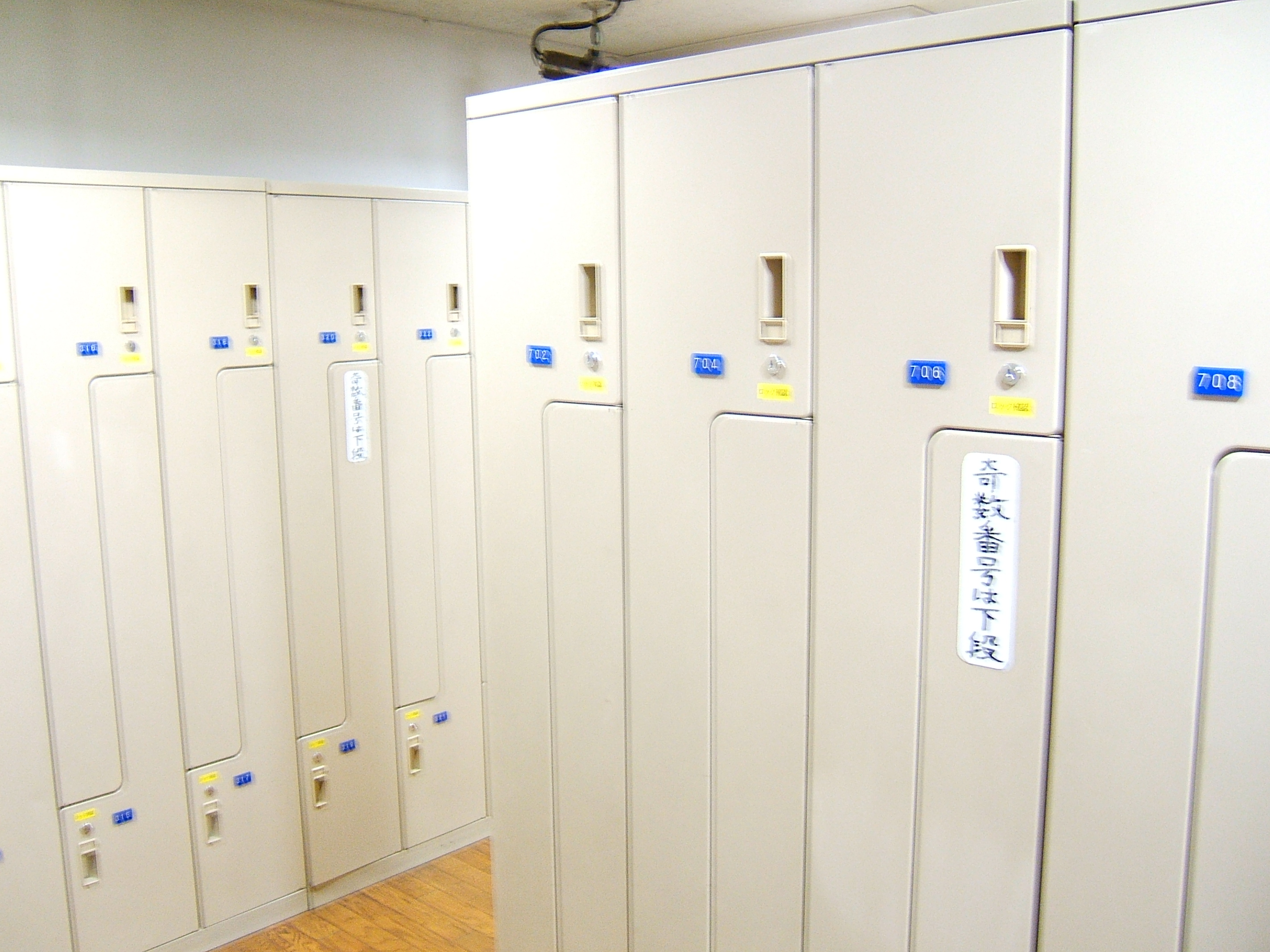
行李間
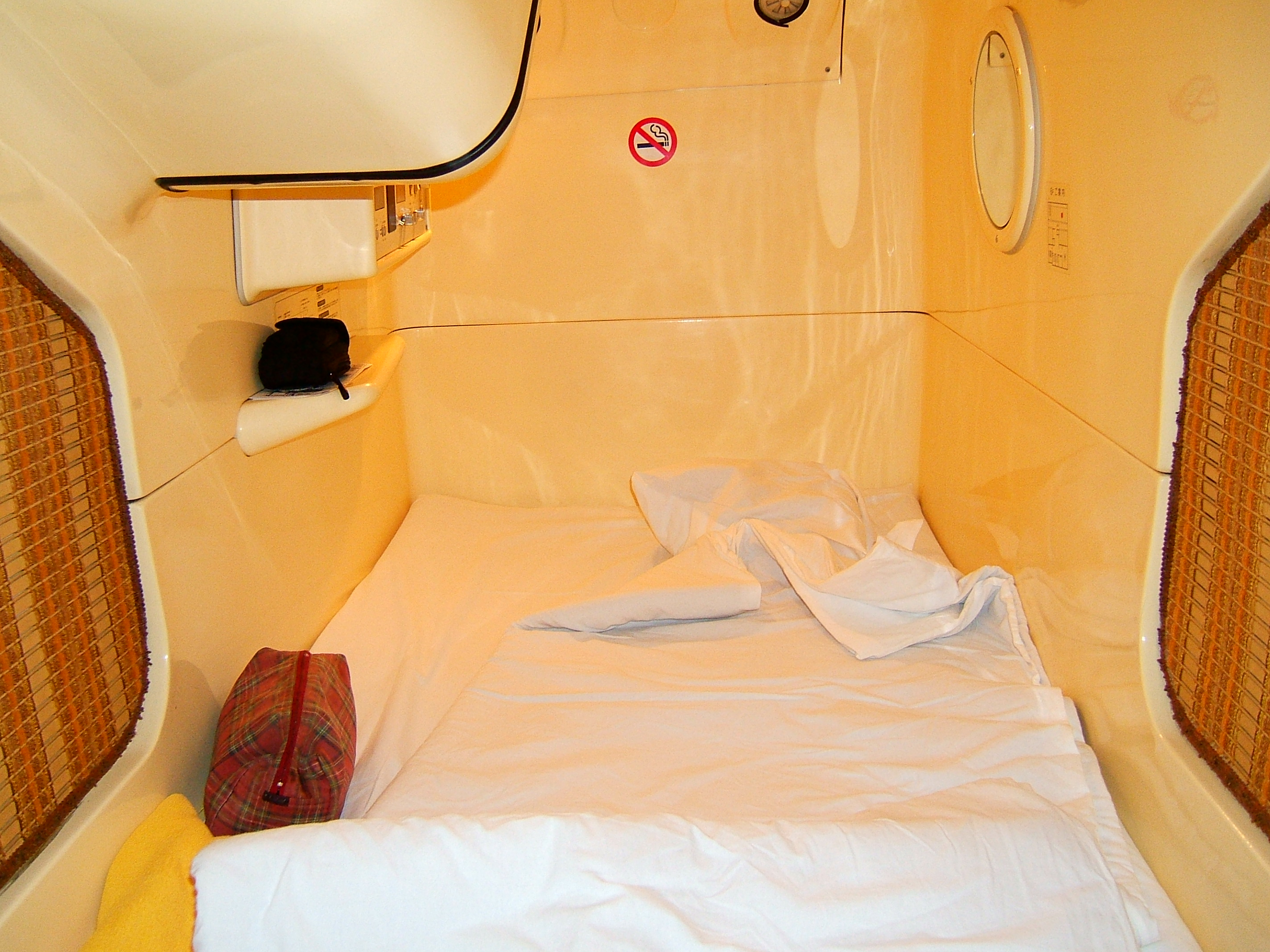
豪華型
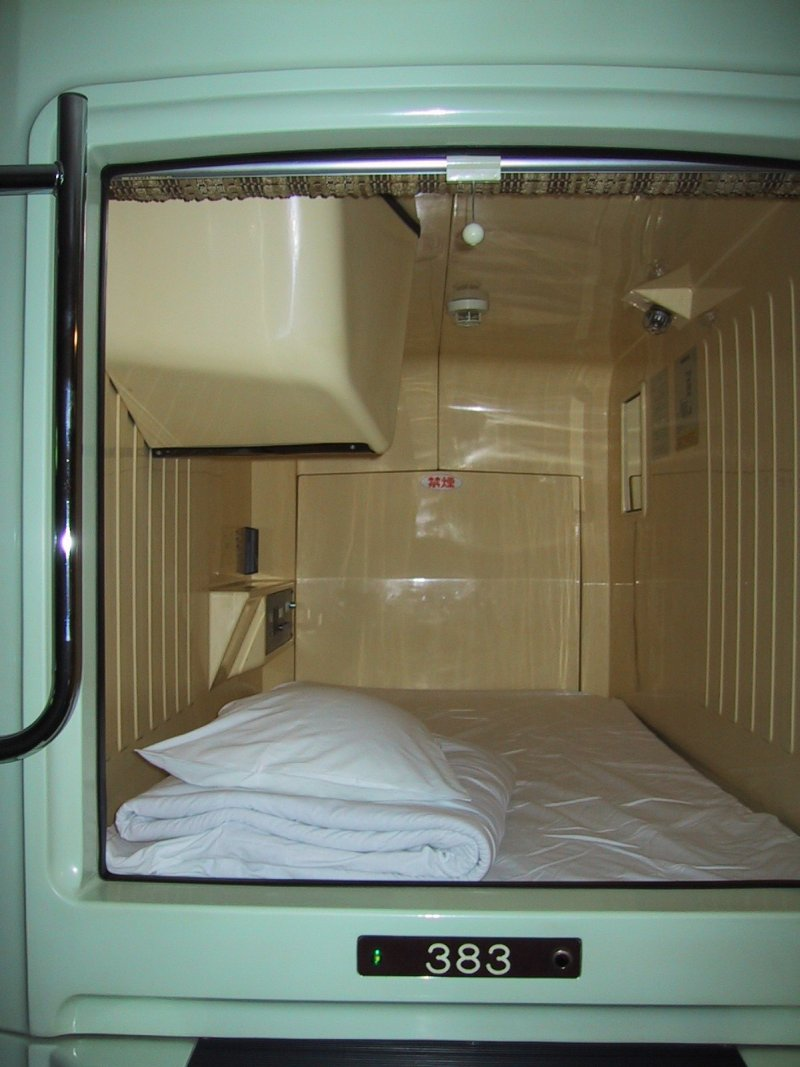
一般型
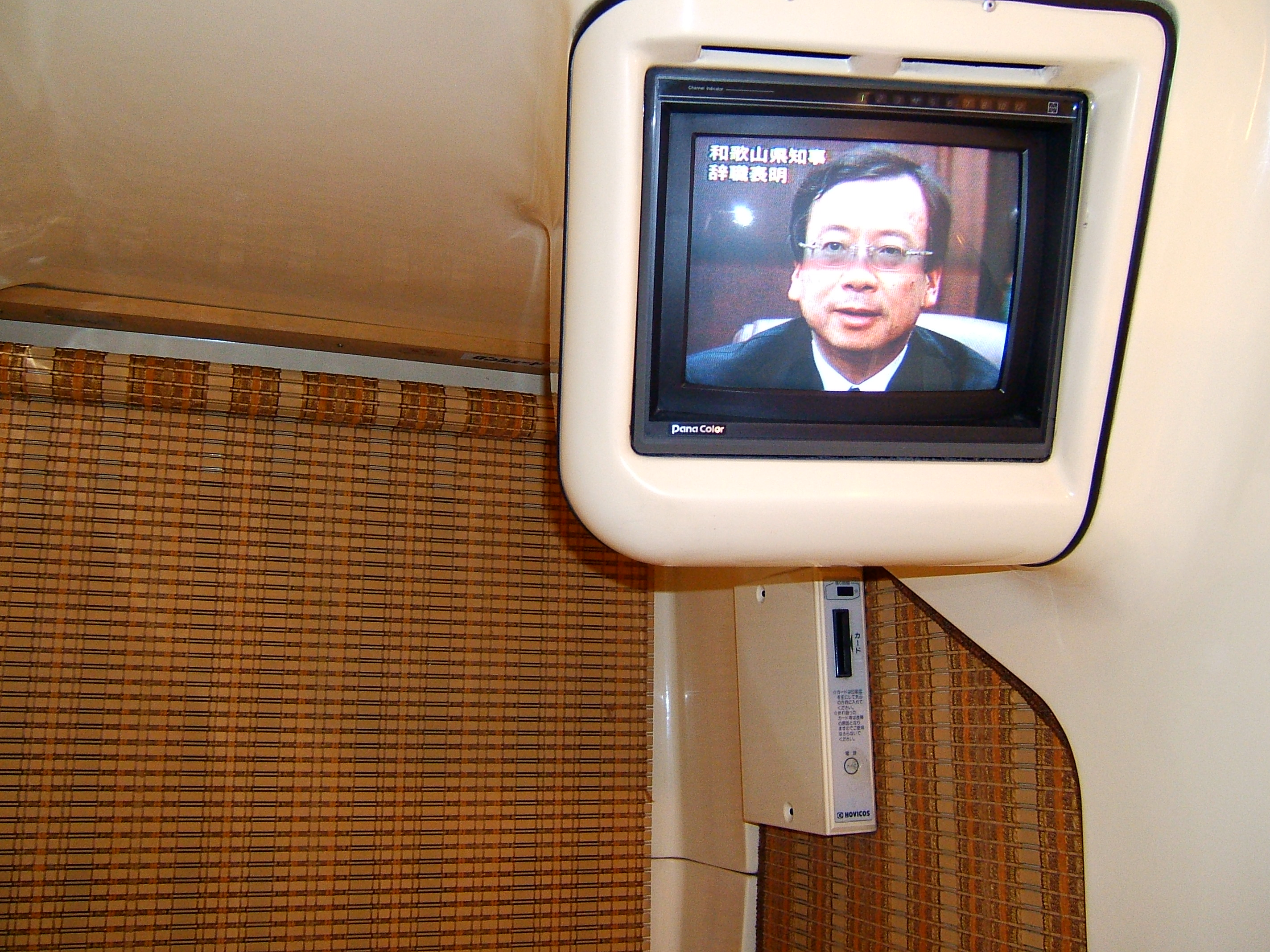
電視
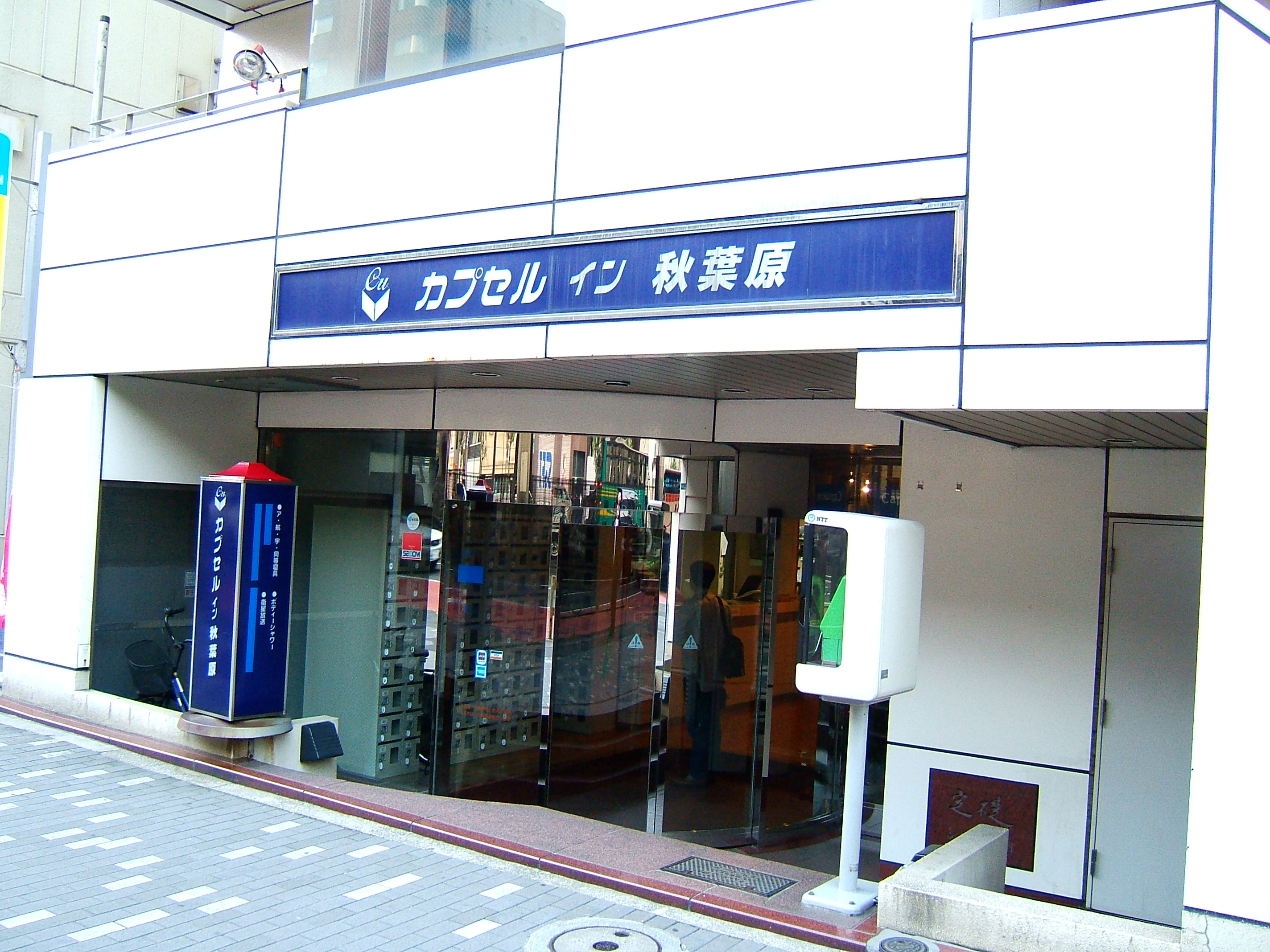
店面

## 參看
- 睡眠盒子
- 日式旅館
- 籠屋
- 網咖
- 膠囊公寓